# السيدة الأولى لكوريا الشمالية
السيدة الأولى لجمهورية كوريا الشعبية الديمقراطية، والمعروفة باسم السيدة الأولى لكوريا الشمالية، هي زوجة المرشد الأعلى لكوريا الشمالية.

## نبذة عامة
خلال فترة حكم الرئيس كم إل سونغ، تولت زوجته الثانية السيدة كيم سونج أي مهام السيدة الأولى بعد أن تركه الأمين العام كم جونغ إل شاغرا على الرغم من تزوجه مرتين ووجود ثلاثة شركاء محليين في أوقات مختلفة.
تم إعادة تأسيس اللقب عقب القمة الناجحة بين الكوريتين في أبريل 2018.
تحمل ري سول جو، زوجة الرئيس كيم جونغ أون لقب السيدة الأولى الحالية المنصب منذ 15 أبريل 2018. في أبريل 2018، تم رفع لقب ري إلى السيدة الأولى المحترمة، وتعتبر هذه هي المرة الأولى منذ عام 1974 التي يستخدم فيها اللقب في كوريا الشمالية عندما استخدمه كم إل سونغ.
لم يتم اطلاق اسم السيدة الأولى بصورته الحالية إلا بعد القمة الكورية المشتركة (كان يطلق على ري في وسائل الإعلام الحكومية في السابق باسم "الرفيق") التي أقيمت في أبريل 2018 عند حضور كلا من الرئيس الكوري الجنوبي سول جو والسيدة الأولى كيم جونغ سوك.

## قائمة السيدات الأولى
| القائد الأعلى الترتيب. | الصورة                         | السيدة الأولى (الإسم)            | الفترة                           | العمر عند بداية المنصب | القائد الأعلى (الزوج، ما لم يذكر) |
| ---------------------- | ------------------------------ | -------------------------------- | -------------------------------- | ---------------------- | --------------------------------- |
| 1                      |                                | كيم سونج أي 1924-2014 (العمر 89) | ديسمبر 17، 1963 – أغسطس 15، 1974 | 38 سنوات و353 أيام     | كم إل سونغ متزوج 1952             |
| 2                      |                                | فارغ                             | أغسطس 15، 1974 – أبريل 15، 2018  | 43 سنوات و243 أيام     | كم جونغ إل متزوج من 1966 و 1974   |
| 3                      | Portrait painting of Ri Sol-ju | ري سول جو Born                   | أبريل 15، 2018 – الأن            | 28 سنوات و158 أيام     | كم جونغ أون متزوج. 2009           |

## وصلات خارجية
- "عبادة الزوجات المنسيات: كيم سونغ أي وكو يونغ هوى"
- "النساء في حياة كيم"